# Cherstino (raïon d'Arzamas)
Cherstino (Шерстино́) est un village de Russie situé dans le raïon d'Arzamas de l'oblast de Nijni Novgorod. Il dépend du conseil rural de Bolchoïe Toumanovo.

## Géographie
Le village se trouve sur la rive gauche de la Tiocha. Il dispose d'un bureau de poste (code postal 607254).

## Histoire
Au XVIIe et XVIIIe siècles, le village avait un deuxième nom: Pitchener.

## Population
- 1999: 571 habitants[2]
- 2002: 483 habitants[3]
- 2010: 438 habitants[3]

## Lieu à visiter
- Église Notre-Dame-de-Smolensk, construite entre 1890 et 1904.

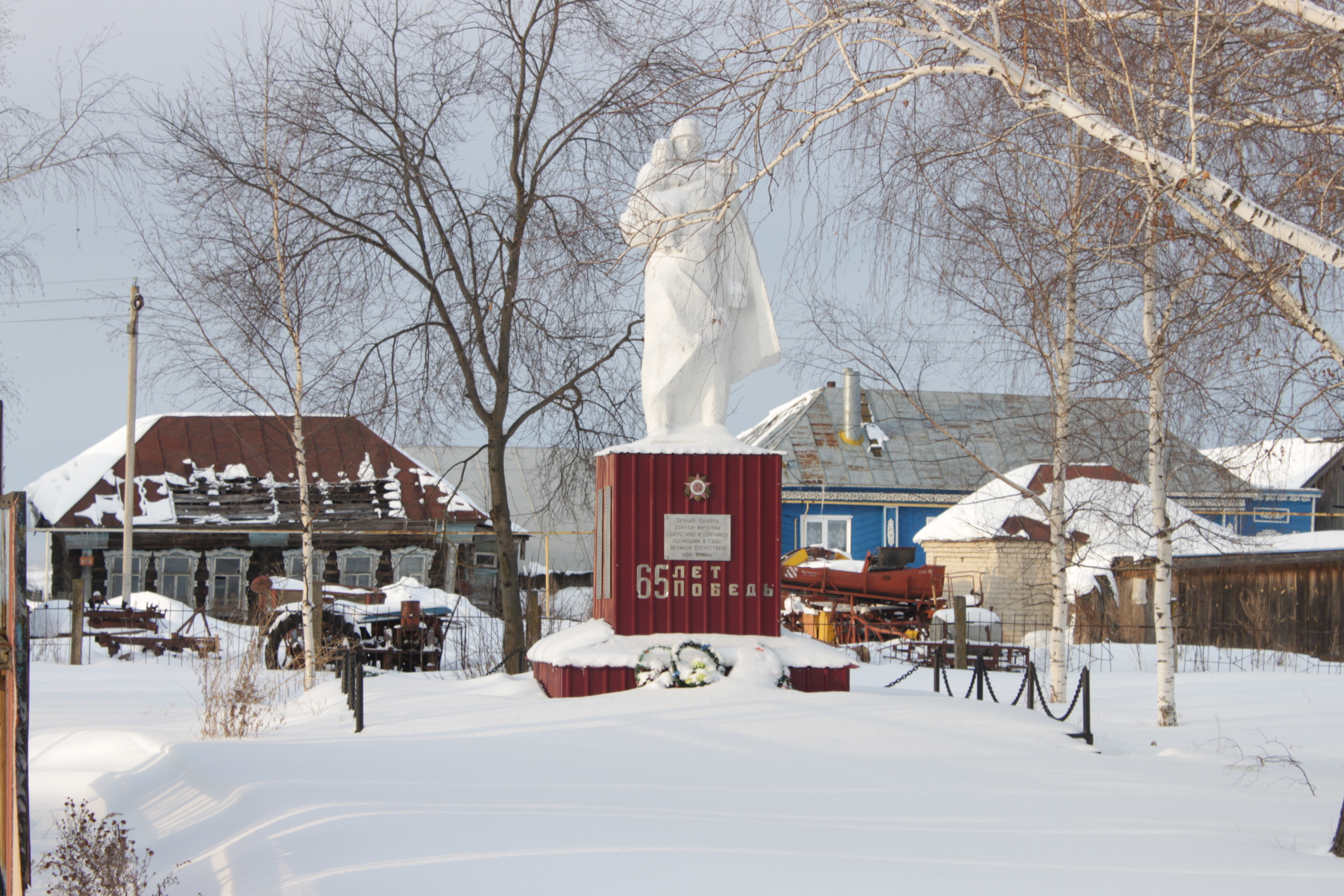
Monument aux morts de la Grande Guerre patriotique
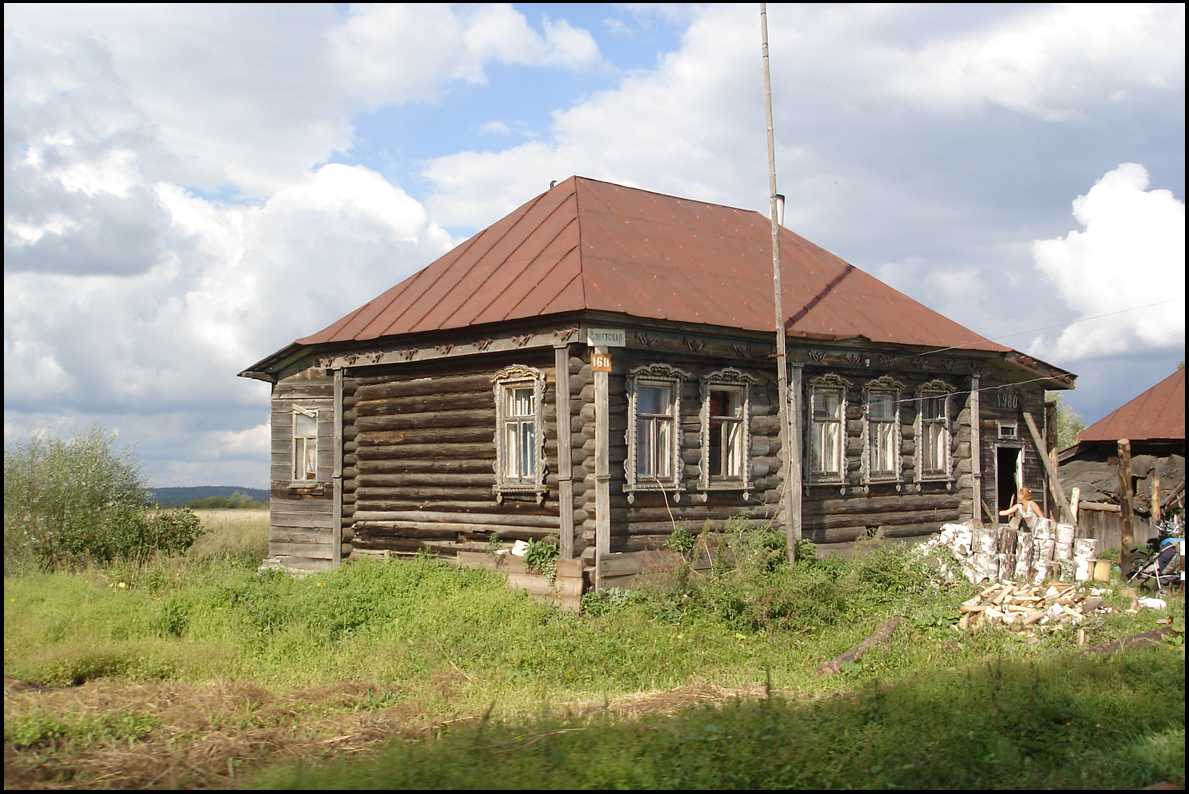
Izba du village
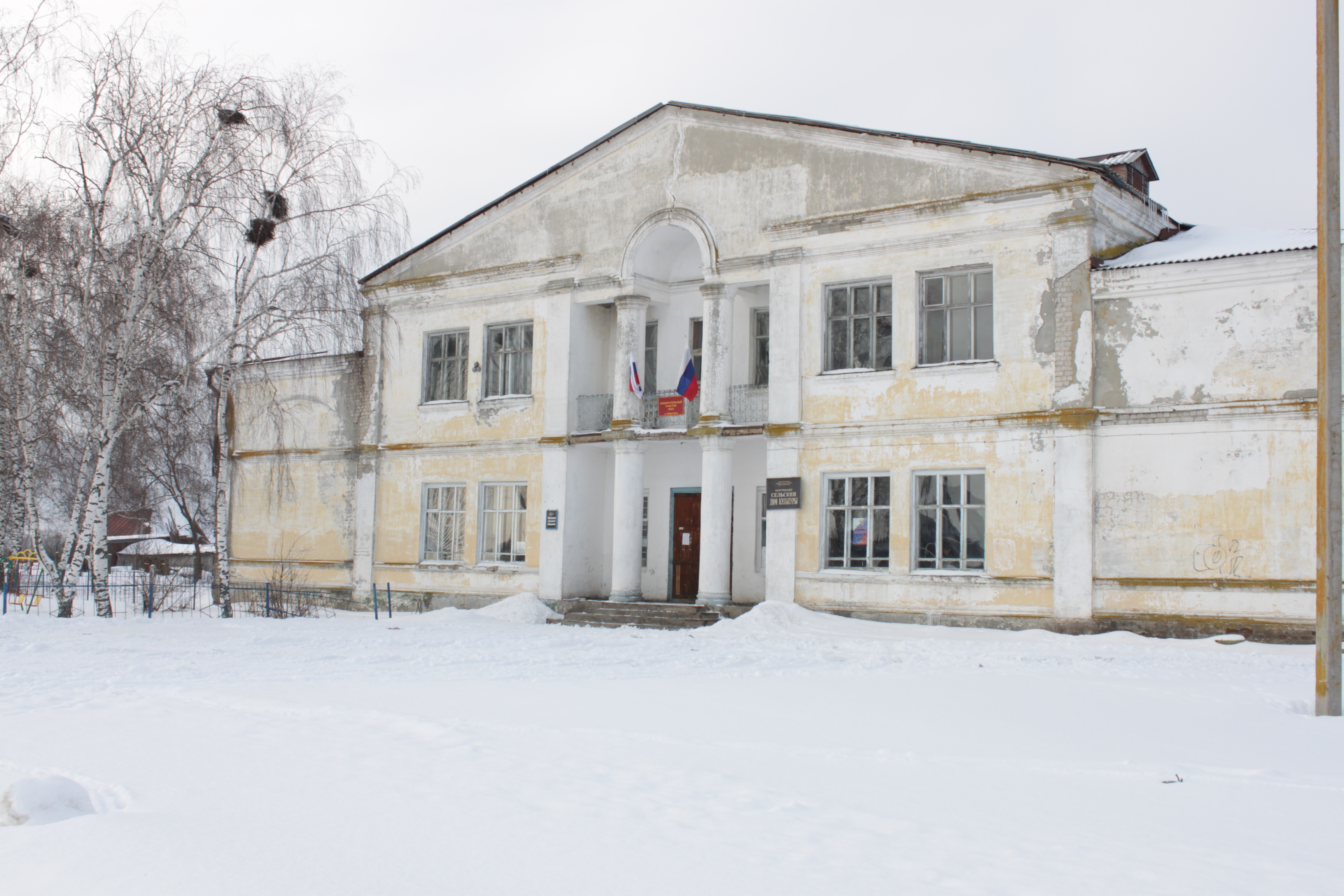
La maison blanche de Cherstino
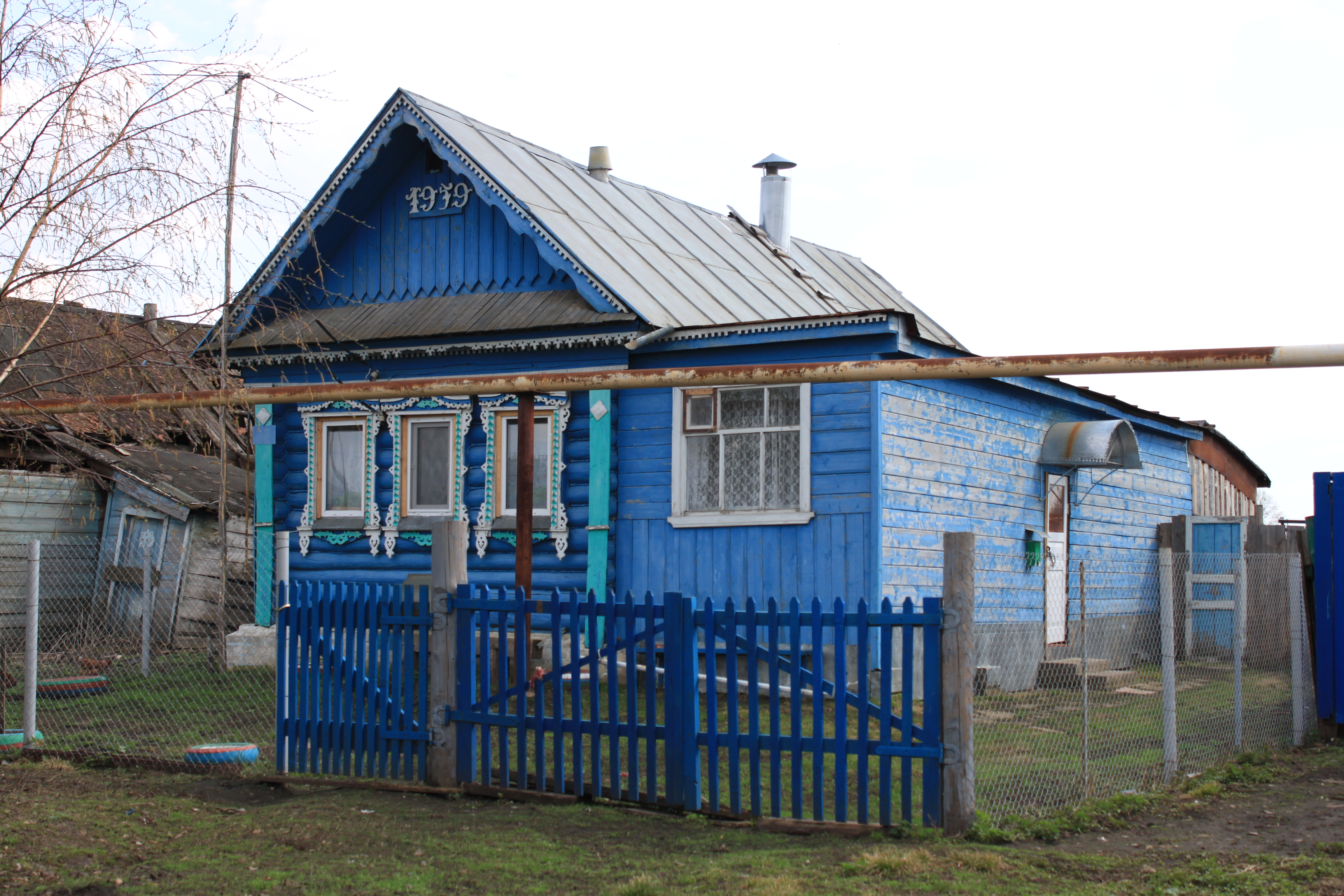
Maison bleue